# The Challenge: La Guerra de los Mundos 2
The Challenge: La Guerra de los Mundos 2 es la decimocuarta temporada del reality de competencia de MTV The Challenge, y la secuela de la temporada 33, La Guerra de los Mundos, que se emitió más temprano en 2019. Esta temporada presenta  a exparticipantes de The Real World, The Challenge, Are You the One?, Big Brother, BKCHAT LDN, Celebrity Big Brother UK, Love Island Reino Unido, Survivor Turquía, American Ninja Warrior, Vanderpump Rules, Geordie Shore, Ex on the Beach (Estados Unidos y Reino Unido), Shipwrecked y Survival of the Fittest compitiendo para ganar un premio de $1 millón de dólares.
La Temporada se estrenó el 28 de agosto de 2019. Esta es la primera temporada de la serie en la que ningún novato es estadounidense, y la primera desde la temporada 22 en la que ningún novato llega a la final.

## Elenco
Anfitrión: T. J. Lavin
| Participantes masculinos    | Programa Original                    | Resultado      |
| --------------------------- | ------------------------------------ | -------------- |
| Chris "CT" Tamburello       | The Real World: Paris                | Ganadores      |
| Jordan Wiseley              | The Real World: Portland             | Ganadores      |
| Rogan O'Connor              | Ex on the Beach Reino Unido 2        | Ganadores      |
| Paulie Calafiore            | Big Brother Estados Unidos 18        | Segundo Puesto |
| Zach Nichols                | The Real World: San Diego (2011)     | Segundo Puesto |
| Leroy Garrett               | The Real World: Las Vegas (2011)     | Últimos Cuatro |
| Josh Martinez               | Big Brother Estados Unidos 19        | Episodio 13    |
| Joss Mooney                 | Ex on the Beach Reino Unido 1        | Episodio 13    |
| Theo Campbell               | Love Island Reino Unido 3            | Episodio 11    |
| Turabi "Turbo" Çamkıran     | Survivor Turkia 8                    | Episodio 10    |
| Idris Virgo                 | Love Island Reino Unido 4            | Episodio 9     |
| Kyle Christie               | Geordie Shore 8                      | Episodio 8     |
| Stephen Bear                | Celebrity Big Brother Reino Unido 18 | Episodio 7     |
| Johnny "Bananas" Devenanzio | The Real World: Key West             | Episodio 5     |
| Wes Bergmann                | The Real World: Austin               | Episodio 3     |
| Sean Lineker                | Shipwrecked: Batalla de las Islas    | Episodio 1     |

| Participantes femeninas | Programa Original                 | Resultado      |
| ----------------------- | --------------------------------- | -------------- |
| Dee Nguyen              | Geordie Shore 17                  | Ganadora       |
| Cara Maria Sorbello     | The Challenge: Carne Fresca II    | Segundo Puesto |
| Natalie "Ninja" Duran   | American Ninja Warrior            | Segundo Puesto |
| Ashley Mitchell         | Real World: Ex-Plosion            | Últimos Cuatro |
| Kam Williams            | Are You the One? 5                | Últimos Cuatro |
| Tori Deal               | Are You the One? 4                | Últimos Cuatro |
| Nany Gonzalez           | The Real World: Las Vegas (2011)  | Episodio 14    |
| Kayleigh Morris         | Ex on the Beach Reino Unido 2     | Episodio 13    |
| Jennifer "Jenny" West   | Survival of the Fittest           | Episodio 12    |
| Georgia Harrison        | Love Island Reino Unido 3         | Episodio 10    |
| Esther Falana           | BKCHAT LDN                        | Episodio 8     |
| Nicole Bass             | Ex on the Beach Reino Unido 6     | Episodio 6     |
| Laurel Stucky           | The Challenge: Carne Fresca II    | Episodio 4     |
| Tula "Big T" Fazakerley | Shipwrecked: Batalla de las Islas | Episodio 2     |
| Faith Stowers           | Vanderpump Rules                  | Episodio 2     |
| Zahida Allen            | Ex on the Beach Reino Unido 6     | Episodio 2     |

## Formato
Para La Guerra de los Mundos 2, los jugadores se dividen en dos equipos (Equipo USA y Equipo UK) con equipos inicialmente basados en el país de origen respectivo de los participantes. Los elementos principales del juego son los siguientes.
- Misiones Diarias: en cada ronda, los equipos compiten en el desafío diario. El equipo ganador gana el poder de elegir al orador del Tribunal entre ellos, el orador luego selecciona a otros dos compañeros de equipo (un hombre y una mujer) para formar el Tribunal, mientras que el equipo perdedor debe participar en las Nominaciones.
- Nominaciones: después del desafío diario, los jugadores del equipo perdedor deben nominar a un jugador del género designado para competir en la ronda de eliminación. El equipo tiene la oportunidad de discutir las nominaciones, y los jugadores pueden nombrar posibles nominados antes de votar públicamente entre ellos.
- Tribunal: cada ronda se forma un Tribunal compuesto por tres jugadores del equipo ganador del desafío diario. Los jugadores del Tribunal son los únicos jugadores completamente seguros para no ingresar a la eliminación. Ningún jugador puede formar parte de dos Tribunales consecutivos. El Tribunal es testigo de las nominaciones y luego interroga al nominado del equipo perdedor, generalmente preguntando a los posibles jugadores con los que el nominado se enfrentaría.
- Eliminaciones (El Campo de Pruebas): en "El Campo de Pruebas", los miembros del Tribunal votan por el segundo jugador para que ingrese a la eliminación; este candidato puede provenir de cualquier equipo. Los dos nominados deben enfrentarse en el campo de pruebas. El perdedor es eliminado del juego, mientras que el ganador permanece en el juego y se le da la oportunidad de cambiar de lealtad e intercambiar equipo. Sin embargo, una vez que un jugador intercambia de equipo, no puede volver a su equipo original.

Al final del juego, los jugadores compitieron en sus equipos en el Desafío Final. Se realizó una Purga durante el Desafío Final, dejando solo 4 jugadores de cada equipo para competir por el Gran Premio. El equipo ganador dividió igualmente el gran premio de $ 1,000,000 ($ 250,000 por cada miembro).

### Giros
- Los Refuerzos: Cuatro refuerzos (Chris "CT" Tamburello, Dee Nguyen, Natalie "Ninja" Duran y Turabi "Turbo" Çamkıran) llegaron después del primer desafío. El equipo ganador del primer desafío diario tendrá que elegir a un hombre y una mujer para unirse a su equipo, y los jugadores restantes se unirán al equipo perdedor.
- Doble Eliminación: El episodio 8 presentó una ronda de doble eliminación en la que se eliminó a un jugador masculino y femenino. El equipo perdedor tuvo que nominar a un jugador masculino y femenino, y el Tribunal también nominó a un jugador masculino y femenino..
- Purga: Algunos desafíos se designarán como un desafío de Purga: desafíos de muerte súbita donde los perdedores son eliminados inmediatamente.
  - El desafío diario "Natación desconcertante" fue un desafío de purga. La pareja más lenta del desafío fue eliminada instantáneamente.
  - Como el tramo del Desafío final solo permitía cuatro miembros en cada equipo, los jugadores compitieron en una purga a mitad de la final para reducir cada equipo a cuatro jugadores.
- Eliminación Instantánea: después del desafío "Mina el carro" (el desafío final del juego), los jugadores participaron en nominaciones instantáneas para una ronda de eliminación que se realizará inmediatamente después del desafío.

## Desafíos

### Desafíos diarios
- Guerra de trincheras: los equipos deben correr por un pasillo, tomar su bandera nacional en el extremo opuesto, alcanzar el otro lado de sus paredes de sacos de arena y plantar las banderas. Cada jugador es responsable de dos banderas, y solo puede llevar una a la vez. El primer equipo en plantar las 28 banderas gana.
  - Ganadores: Equipo USA
- Ballesta críptica: los retadores nadan para recoger 16 letras unidas a las boyas, lo que creará un rompecabezas de cuatro palabras. Luego, un miembro del equipo se lanza desde una ballesta gigante para nadar y recuperar un rompecabezas de criptex y resolverlo usando sus soluciones de rompecabezas de cuatro palabras. Quien tenga su criptex abierto primero gana el desafío.
  - Ganadores: Equipo USA
- Puzzles de la rueda de paletas: después de memorizar códigos de cuatro dígitos, los jugadores caen en una rueda de paletas para recoger 16 piezas de rompecabezas que se bloquean al recordar esos códigos. Luego, los retadores ensamblan esas piezas del rompecabezas en una bandera estadounidense o británica. El equipo más rápido para construir correctamente su rompecabezas gana el desafío.
  - Ganadores: Equipo USA
- Corredor de reliquias: jugado en dos series. Un equipo debe transferir reliquias gigantes y pesadas desde la parte inferior de la colina hasta la cima, mientras que el otro equipo está situado en la parte superior con bolas gigantes, un tirachinas, un cañón de agua y una rueda de hámster humano para bombardear al equipo que está corriendo las reliquias. Cada jugador es responsable de dos reliquias y solo puede llevar una a la vez, lo que garantiza dos viajes cuesta arriba para todos. Si un jugador deja caer su reliquia, debe comenzar desde el principio. El equipo que termine en el tiempo más rápido gana.
  - Ganadores: Equipo UK
- Enganchado: cada jugador tiene que saltar a una tirolina y conducirlo hasta el agua, luego nadar alrededor de una boya y llegar a un bote. El equipo con el tiempo promedio más rápido gana.
  - Ganadores: Equipo USA
- Decisiones explosivas: Ambos equipos seleccionan a sus seis jugadores más inteligentes para que se les haga una serie de preguntas trivia mientras se sientan en un asiento de eyección que los hará volar en el aire si la respuesta es incorrecta. El jugador recibe un punto solo si su adversario está equivocado. El primer equipo en alcanzar un total de seis puntos gana.
  - Ganadores: Equipo USA
- Rio resistente: cada equipo tiene que armar una pirámide, transportarla río abajo y usarla para transferir dos reliquias (llevando una a la vez). El equipo que termine en el tiempo más rápido gana.
  - Ganadores: Equipo USA
- Expectativas de la caja: Ambos equipos deben usar sus 125 cajas para construir una torre para escalar y recuperar 12 reliquias. El primer equipo en pasar la línea de meta con todas las cajas y las reliquias gana.
  - Ganadores: Equipo USA
- Bajo asedio: Jugado en heats divididos por género. Ambos equipos se colocan dentro de un contenedor oscilante y deben resolver un rompecabezas hexagonal. El equipo que completa el rompecabezas en el tiempo más rápido (en cualquier calor) gana. En caso de empate, se juega un calor mortal repentino con algunas de las piezas ya instaladas.
  - Ganadores: Equipo USA
- Entrante: Jugado en heats divididos por género. Los competidores deben recuperar una pelota en un pozo de lodo para avanzar a la siguiente ronda, mientras que el número de bolas disminuye en cada ronda. El último jugador en pie gana la eliminatoria para su equipo.
  - Ganadores: Equipo UK
- Travesía de la pared del templo: los equipos se dividen por la mitad y comienzan en lados opuestos de una pared de escalada sobre el agua. Los competidores deben hacer coincidir la cantidad de fichas etiquetadas con números romanos con su posición en la pared, mientras que los miembros del equipo opuesto usan una serie de manivelas para separar las paredes y dificultar su escalada. El equipo con la mayor cantidad de fichas igualadas después de quince minutos gana.
  - Ganadores: Equipo USA
- Escape a la libertad: jugado en series de género divididas. Uno a la vez, los competidores intentan completar una carrera de obstáculos arrastrada por un bote y tocar una campana al final sin caer al agua. En una sección del curso, hay un defensor del equipo contrario que intenta evitar que terminen. El equipo con más jugadores para terminar el curso dentro del límite de tiempo gana.
  - Ganadores: Equipo USA
- Natación desconcertante: los equipos comienzan en una plataforma en el agua y nadan en parejas para recuperar un total de cuatro llaves que desbloquean un acertijo y fichas de letras. El primer equipo en identificar la respuesta al acertijo gana. Además, la pareja de natación más lenta de cualquier equipo se eliminaría de inmediato.
  - Ganadores: Equipo USA
  - Purgados: Joss y Kayleigh
- Mina el carro: un hombre y una mujer de cada equipo están suspendidos en un carro sobre el agua. Deben girar el carrito para recoger tantos medallones como sea posible, mientras un miembro del equipo contrario nada y recoge una sierra para cortar las cuerdas conectadas a su carrito. Una vez que se corta la cuerda, los jugadores dentro del carrito serán volcados y ya no podrán recoger medallones. El equipo con más medallones después de tres rondas gana.
  - Ganadores: Equipo UK

### El Campo de Prueba
- Lucha de poste: los jugadores se colocan en el centro de un círculo y se les pide que coloquen ambas manos en un poste. El primer concursante en luchar contra la pole de las manos de su oponente gana dos de tres veces. Originario de El Duelo.
  - Jugado por: Idris vs. Sean
- Iniciador de fuego: los jugadores empujan un carro lleno de rocas con una antorcha encendida hacia el fusible de su oponente. Quien encienda el fusible de su oponente primero gana.
  - Jugado por: Big T vs. Georgia
- Escuadrón de fusilamiento: TJ Lavin dispara una pelota desde un cañón, los jugadores tienen que luchar entre sí y depositarla en su canasta por un punto. El primer jugador en llegar a dos puntos gana.
  - Jugado por: Bear vs. Wes
- Ramificado: los jugadores deben trepar a un árbol colocando 21 clavijas en forma de rama en las máquinas tragamonedas. El primer jugador en colocar correctamente todas las clavijas y tocar la campana en la parte superior gana.
  - Jugado por: Laurel vs. Ninja
- Muere por mí: los jugadores están encerrados en una jaula en forma de cubo con una bolsa de bolas numeradas. Luego deben rodar la jaula por un camino con siete minas terrestres con números romanos, colocando las bolas numeradas correspondientes a las minas terrestres. El primer jugador en colocar correctamente todas las bolas en las minas terrestres y detonar las ocho minas terrestres al final del camino gana.
  - Jugado por: Bananas vs. Theo
- Atrapado: los jugadores comienzan en la parte superior de una plataforma y deben deslizarse por una torre de vidrio hacia un pozo de bolas donde se oculta una llave del rompecabezas. Los jugadores deben memorizar la llave del rompecabezas, volver a subir la torre de cristal y armar el rompecabezas. El primer jugador en completar el rompecabezas gana.
  - Jugado por: Jenny vs. Nicole
- Golpeado: similar a "Pelea de pasillo" de temporadas anteriores, los jugadores se paran en extremos opuestos de seis paredes. Cuando suena la bocina, los jugadores corren alrededor de las paredes hasta que se encuentran en el medio donde tienen que atravesar o rodear a su oponente hacia el otro lado y tocar el timbre. El jugador que toca la campana tres veces gana.
  - Jugado por: Bear vs. Joss
- Disturbios: los jugadores reciben dos claves de respuesta y deben recuperar 25 reliquias con su peso correspondiente a los números. El jugador que recupera las 25 reliquias y las coloca en el orden exacto gana.
  - Jugado por: Esther vs. Georgia , Kyle vs. Theo
- Libérese: los jugadores deben usar una cuerda para balancearse y atravesar una pared seca para alcanzar un rompecabezas tridimensional. El primer jugador en resolver su rompecabezas gana.
  - Jugado por: Idris vs. Theo
- Éxito de taquilla: los jugadores empujan bloques al lado de una estructura de sus oponentes mientras intentan no caerse. El concursante que empuja la mayor cantidad de bloques dentro del límite de tiempo dos de tres veces gana.
  - Jugado por: Georgia vs. Tori
- Bajo el martillo: los jugadores usan mazos para golpear 12 clavos a través del concreto y aplastar las bombillas debajo. El primer jugador en romper las 12 bombillas gana.
  - Jugado por: Jordan vs. Theo
- Pelea de pasillo: los jugadores deben correr por un pasillo estrecho más allá de otro competidor para tocar una campana. El jugador que toca la campana primero dos veces, gana la eliminación. Originalmente de Batalla de las Temporadas (2012).
  - Jugado por: Jenny vs. Tori
- Fin de la cuerda: Similar a "Tug O 'War" de War of the Worlds , los jugadores están parados en una pequeña plataforma y tiran de una cuerda que está enterrada bajo tierra. El primer jugador en recuperar toda la cuerda o golpear a su oponente fuera de la plataforma tres veces gana.
  - Jugado por: Jordan vs Josh
- Corre por tu vida: los jugadores reciben una caja con cuatro piezas de rompecabezas dentro. Deben llevar dos piezas de rompecabezas a la vez y correr por una montaña hasta una estructura donde se encuentra su estación de rompecabezas. Después de que recogen las cuatro piezas, gana la primera persona en completar su rompecabezas.
  - Jugado por: Ashley vs.Nany

### Desafío Final
Primera etapa: cada equipo comienza con una camilla equipada con una reliquia y veinte libras de sacos de arena para cada miembro del equipo. Cada equipo debe completar una carrera de dieciséis millas mientras transporta la camilla (con el peso en la parte superior), pasando por puntos de control cada cuatro millas a lo largo del recorrido. Solo cuatro miembros de cada equipo pueden llevar la camilla a la vez, sin embargo, los jugadores pueden cambiar en los puntos de control. Una vez que se completa cada punto de control, cada equipo correrá a su bote para ser transportado a la etapa nocturna de la final. El primer equipo en terminar recibirá una ventaja inicial de cinco minutos para el tramo final.
Nota: Ambos equipos incurrieron en una penalización de diez minutos durante el partido de ida; El Equipo UK por [CT] golpeando la camilla del Equipo USA, Lo que hace que los transportistas tropiecen con un arbusto. Y el Equipo USA por cargar el peso a mano y cambiar los transportistas entre los puntos de control. Como ambos equipos incurrieron en penalizaciones de diez minutos, las ubicaciones de ninguno de los equipos se vieron afectadas.
- Puntos de control:
  - Apalancamiento: usando una catapulta, cada equipo debe disparar tres cocos en una canasta.
  - Numeración de números: cada competidor debe responder correctamente una pregunta matemática usando números de una tabla de números.
  - Baloncesto: cada competidor tiene tres intentos de lanzar y aterrizar una pelota en una canasta. Los jugadores que no logran aterrizar la pelota en la canasta deben consumir un tazón que consiste en un escorpión ensartado con insectos, así como consumir un gusano vivo de un vaso de chupito.
  - Esquema piramidal: cada equipo debe completar un rompecabezas triangular antes de pasar a la línea de meta del partido de ida. Los equipos también son libres de seguir adelante si caducan después de alcanzar un límite de tiempo máximo.

Etapa durante la noche: después de nadar a la orilla desde el bote de su equipo, cada equipo cuenta con una cama ubicada dentro de un pozo de serpientes. Un miembro de cada equipo puede dormir en la cama a la vez, mientras que otros miembros del equipo deben pararse en un conjunto de escaleras fuera del pozo de la serpiente.
Purga de mitad de final: cada jugador compitió en una purga de mitad de final a la mañana siguiente. Cada jugador competirá individualmente para completar un rompecabezas, correr hacia la playa y nadar hasta el bote de su respectivo equipo. Los primeros cuatro jugadores de cada equipo en llegar a su bote (sin importar el género) pasarán a la etapa final mientras que los jugadores restantes serán eliminados.
- Eliminados: Ashley, Kam y Leroy (Equipo USA). Tori (Equipo UK).

Etapa final: cada equipo estará unido por una cadena alrededor de sus tobillos. Deben completar una carrera de seis millas mientras están encadenados antes de completar un rompecabezas (o alcanzar el límite de tiempo designado). Los equipos deben navegar en kayak a un yate en el agua, el primer equipo que haga que los cuatro miembros lleguen al yate será declarado ganador de La Guerra de los Mundos 2 y cada uno recibirá un premio de $ 250,000.
- Los Ganadores de The Challenge: La Guerra de los Mundos 2: Equipo UK (CT, Dee, Jordan & Rogan) - $ 1,000,000 ($ 250,000 para cada jugador)
  - Perdedores: Equipo de USA (Cara-Maria, Ninja, Paulie y Zach)

## Resumen del Juego
| Episodio | Episodio                       | Género    | Ganadores           | Ganadores  | Ganadores                  | Campo de Pruebas           | Campo de Pruebas           | Campo de Pruebas      | Campo de Pruebas      | Juego del Campo de Pruebas | Resultados del Campo de Pruebas | Resultados del Campo de Pruebas | Resultados del Campo de Pruebas | Resultados del Campo de Pruebas | Resultados del Campo de Pruebas |
| #        | Desafío                        | Género    | Equipo              | Equipo     | Tribunal                   | Elección de los Perdedores | Elección de los Perdedores | Elección del Tribunal | Elección del Tribunal | Juego del Campo de Pruebas | Ganador                         | Ganador                         | Eliminado                       | Eliminado                       | Traidor                         |
| -------- | ------------------------------ | --------- | ------------------- | ---------- | -------------------------- | -------------------------- | -------------------------- | --------------------- | --------------------- | -------------------------- | ------------------------------- | ------------------------------- | ------------------------------- | ------------------------------- | ------------------------------- |
| 1        | Guerra de Trincheras           | Masculino |                     | Equipo USA | Jordan, Laurel, Wes        |                            | Sean                       |                       | Idris                 | Lucha de poste             |                                 | Idris                           |                                 | Sean                            | No                              |
| 2        | Ballesta Críptica              | Femenino  |                     | Equipo USA | Ashley, Kam, Paulie        |                            | Big T                      |                       | Georgia               | Iniciador de fuego         |                                 | Georgia                         |                                 | Big T                           | No                              |
| 3        | Puzle de rueda de paletas      | Masculino |                     | Equipo USA | Josh, Laurel, Zach         |                            | Bear                       |                       | Wes                   | Escuadrón de fusilamiento  |                                 | Bear                            |                                 | Wes                             | No                              |
| 4        | Corredor de reliquias          | Femenino  |                     | Equipo UK  | Dee, Georgia, Idris        |                            | Ninja                      |                       | Laurel                | Ramificado                 |                                 | Ninja                           |                                 | Laurel                          | No                              |
| 5        | Enganchado                     | Masculino |                     | Equipo USA | Cara Maria, Jordan, Paulie |                            | Theo                       |                       | Bananas               | Muere por mi               |                                 | Theo                            |                                 | Bananas                         | No                              |
| 6        | Decisiones explosivas          | Femenino  |                     | Equipo USA | Leroy, Nany, Ninja         |                            | Nicole                     |                       | Jenny                 | Atrapado                   |                                 | Jenny                           |                                 | Nicole                          | No                              |
| 7        | Río resistente                 | Masculino |                     | Equipo USA | Tori, Turbo, Zach          |                            | Bear                       |                       | Joss                  | Golpeado                   |                                 | Joss                            |                                 | Bear                            | No                              |
| 8        | Expectativas de caja           | Femenino  |                     | Equipo USA | Ashley, Cara Maria, Paulie |                            | Esther                     |                       | Georgia               | Disturbios                 |                                 | Georgia                         |                                 | Esther                          | No                              |
| 8        | Expectativas de caja           | Masculino |                     | Equipo USA | Ashley, Cara Maria, Paulie | Kyle                       |                            | Theo                  |                       | Disturbios                 | Theo                            |                                 | Kyle                            | No                              |                                 |
| 9        | Bajo asedio                    | Masculino |                     | Equipo USA | Josh, Leroy, Ninja         |                            | Idris                      |                       | Theo                  | Libérese                   |                                 | Theo                            |                                 | Idris                           | No                              |
| 10       | Entrante                       | Femenino  |                     | Equipo UK  | Jenny, Joss, Kayleigh      |                            | Tori                       |                       | Georgia               | Éxito de taquilla          |                                 | Tori                            |                                 | Georgia                         | Sí                              |
| 11       | Travesía de la pared de tiempo | Masculino |                     | Equipo USA | Cara Maria, Paulie, Zach   |                            | Theo                       |                       | Jordan                | Bajo el martillo           |                                 | Jordan                          |                                 | Theo                            | Sí                              |
| 12       | Escape a la libertad           | Femenino  |                     | Equipo USA | Leroy, Kam, Nany           |                            | Tori                       |                       | Jenny                 | Pelea de pasillo           |                                 | Tori                            |                                 | Jenny                           | N/A                             |
| 13       | Natación desconcertante        | N/A       |                     | Equipo USA | N/A                        | N/A                        | N/A                        | N/A                   | N/A                   | N/A                        | N/A                             | N/A                             |                                 | Joss                            | N/A                             |
| 13       | Natación desconcertante        | N/A       | Kayleigh            | Equipo USA | N/A                        | N/A                        | N/A                        | N/A                   | N/A                   | N/A                        | N/A                             | N/A                             |                                 |                                 | N/A                             |
| 13       | Natación desconcertante        | Masculino | Ashley, Ninja, Zach | Equipo USA |                            | Jordan                     |                            | Josh                  | Fin de la cuerda      |                            | Jordan                          |                                 | Josh                            | N/A                             |                                 |
| 14       | Mina del Carro                 | Femenino  |                     | Equipo UK  | CT , Rogan, Tori           |                            | Nany                       |                       | Ashley                | Corre por tu vida          |                                 | Ashley                          |                                 | Nany                            | No                              |
| 15/16    | Desafío Final                  | N/A       | N/A                 | N/A        | N/A                        | N/A                        | N/A                        | N/A                   | N/A                   | N/A                        | N/A                             | N/A                             |                                 | Ashley                          | N/A                             |
| 15/16    | Desafío Final                  | N/A       | N/A                 | N/A        | N/A                        | N/A                        | N/A                        | N/A                   | N/A                   | N/A                        | N/A                             | N/A                             | Kam                             |                                 | N/A                             |
| 15/16    | Desafío Final                  | N/A       | N/A                 | N/A        | N/A                        | N/A                        | N/A                        | N/A                   | N/A                   | N/A                        | N/A                             | N/A                             | Leroy                           |                                 | N/A                             |
| 15/16    | Desafío Final                  | N/A       | N/A                 | N/A        | N/A                        | N/A                        | N/A                        | N/A                   | N/A                   | N/A                        | N/A                             | N/A                             | Tori                            |                                 | N/A                             |
| 15/16    | Desafío Final                  | N/A       | Equipo UK           |            |                            |                            |                            |                       |                       |                            |                                 |                                 |                                 |                                 |                                 |

     Equipo USA
     Equipo UK
Negrita indica que el participante era el orador del equipo

### Progreso del Juego
|  | CT         |  | SEGURO | SEGURO | SEGURO | SEGURO | SEGURO | SEGURO | SEGURO | SEGURO | SEGURO | SEGURO |  | SEGURO |  | SEGURO | SEGURO | GANA   | GANADOR   |  |  |  |  |  |  |  |  |  |  |  |
|  | Dee        |  | SEGURA | SEGURA | SEGURA | GANA   | SEGURA | SEGURA | SEGURA | SEGURA | SEGURA | SEGURA |  | SEGURA |  | SEGURA | SEGURA | SEGURA | GANADORA  |  |  |  |  |  |  |  |  |  |  |  |
|  | Jordan     |  | GANA   | SEGURO | SEGURO | SEGURO | GANA   | SEGURO | SEGURO | SEGURO | SEGURO | SEGURO |  | CAMP   |  | SEGURO | CAMP   | SEGURO | GANADOR   |  |  |  |  |  |  |  |  |  |  |  |
|  | Rogan      |  | SEGURO | SEGURO | SEGURO | SEGURO | SEGURO | SEGURO | SEGURO | SEGURO | SEGURO | SEGURO |  | SEGURO |  | SEGURO | SEGURO | GANA   | GANADOR   |  |  |  |  |  |  |  |  |  |  |  |
|  | Cara Maria |  | SEGURA | SEGURA | SEGURA | SEGURA | GANA   | SEGURA | SEGURA | GANA   | SEGURA | SEGURA |  | GANA   |  | SEGURA | SEGURA | SEGURA | PERDEDORA |  |  |  |  |  |  |  |  |  |  |  |
|  | Ninja      |  | SEGURA | SEGURA | SEGURA | CAMP   | SEGURA | GANA   | SEGURA | SEGURA | GANA   | SEGURA |  | SEGURA |  | SEGURA | GANA   | SEGURA | PERDEDORA |  |  |  |  |  |  |  |  |  |  |  |
|  | Paulie     |  | SEGURO | GANA   | SEGURO | SEGURO | GANA   | SEGURO | SEGURO | GANA   | SEGURO | SEGURO |  | GANA   |  | SEGURO | SEGURO | SEGURO | PERDEDOR  |  |  |  |  |  |  |  |  |  |  |  |
|  | Zach       |  | SEGURO | SEGURO | GANA   | SEGURO | SEGURO | SEGURO | GANA   | SEGURO | SEGURO | SEGURO |  | GANA   |  | SEGURO | GANA   | SEGURO | PERDEDOR  |  |  |  |  |  |  |  |  |  |  |  |
|  | Ashley     |  | SEGURA | GANA   | SEGURA | SEGURA | SEGURA | SEGURA | SEGURA | GANA   | SEGURA | SEGURA |  | SEGURA |  | SEGURA | GANA   | CAMP   | ELIM      |  |  |  |  |  |  |  |  |  |  |  |
|  | Kam        |  | SEGURA | GANA   | SEGURA | SEGURA | SEGURA | SEGURA | SEGURA | SEGURA | SEGURA | SEGURA |  | SEGURA |  | GANA   | SEGURA | SEGURA | ELIM      |  |  |  |  |  |  |  |  |  |  |  |
|  | Leroy      |  | SEGURO | SEGURO | SEGURO | SEGURO | SEGURO | GANA   | SEGURO | SEGURO | GANA   | SEGURO |  | SEGURO |  | GANA   | SEGURO | SEGURO | ELIM      |  |  |  |  |  |  |  |  |  |  |  |
|  | Tori       |  | SEGURA | SEGURA | SEGURA | SEGURA | SEGURA | SEGURA | GANA   | SEGURA | SEGURA | CAMP   |  | SEGURA |  | CAMP   | SEGURA | GANA   | ELIM      |  |  |  |  |  |  |  |  |  |  |  |
|  | Nany       |  | SEGURA | SEGURA | SEGURA | SEGURA | SEGURA | GANA   | SEGURA | SEGURA | SEGURA | SEGURA |  | SEGURA |  | GANA   | SEGURA | ELIM   |           |  |  |  |  |  |  |  |  |  |  |  |
|  | Josh       |  | SEGURO | SEGURO | GANA   | SEGURO | SEGURO | SEGURO | SEGURO | SEGURO | GANA   | SEGURO |  | SEGURO |  | SEGURO | ELIM   |        |           |  |  |  |  |  |  |  |  |  |  |  |
|  | Joss       |  | SEGURO | SEGURO | SEGURO | SEGURO | SEGURO | SEGURO | CAMP   | SEGURO | SEGURO | GANA   |  | SEGURO |  | SEGURO | ELIM   |        |           |  |  |  |  |  |  |  |  |  |  |  |
|  | Kayleigh   |  | SEGURA | SEGURA | SEGURA | SEGURA | SEGURA | SEGURA | SEGURA | SEGURA | SEGURA | GANA   |  | SEGURA |  | SEGURA | ELIM   |        |           |  |  |  |  |  |  |  |  |  |  |  |
|  | Jenny      |  | SEGURA | SEGURA | SEGURA | SEGURA | SEGURA | CAMP   | SEGURA | SEGURA | SEGURA | GANA   |  | SEGURA |  | ELIM   |        |        |           |  |  |  |  |  |  |  |  |  |  |  |
|  | Theo       |  | SEGURO | SEGURO | SEGURO | SEGURO | CAMP   | SEGURO | SEGURO | CAMP   | CAMP   | SEGURO |  | ELIM   |  |        |        |        |           |  |  |  |  |  |  |  |  |  |  |  |
|  | Georgia    |  | SEGURA | CAMP   | SEGURA | GANA   | SEGURA | SEGURA | SEGURA | CAMP   | SEGURA | ELIM   |  |        |  |        |        |        |           |  |  |  |  |  |  |  |  |  |  |  |
|  | Turbo      |  | SEGURO | SEGURO | SEGURO | SEGURO | SEGURO | SEGURO | GANA   | SEGURO | SEGURO | DQ     |  |        |  |        |        |        |           |  |  |  |  |  |  |  |  |  |  |  |
|  | Idris      |  | CAMP   | SEGURO | SEGURO | GANA   | SEGURO | SEGURO | SEGURO | SEGURO | ELIM   |        |  |        |  |        |        |        |           |  |  |  |  |  |  |  |  |  |  |  |
|  | Kyle       |  | SEGURO | SEGURO | SEGURO | SEGURO | SEGURO | SEGURO | SEGURO | ELIM   |        |        |  |        |  |        |        |        |           |  |  |  |  |  |  |  |  |  |  |  |
|  | Esther     |  | SEGURA | SEGURA | SEGURA | SEGURA | SEGURA | SEGURA | SEGURA | ELIM   |        |        |  |        |  |        |        |        |           |  |  |  |  |  |  |  |  |  |  |  |
|  | Bear       |  | SEGURO | SEGURO | CAMP   | SEGURO | SEGURO | SEGURO | ELIM   |        |        |        |  |        |  |        |        |        |           |  |  |  |  |  |  |  |  |  |  |  |
|  | Nicole     |  | SEGURA | SEGURA | SEGURA | SEGURA | SEGURA | ELIM   |        |        |        |        |  |        |  |        |        |        |           |  |  |  |  |  |  |  |  |  |  |  |
|  | Bananas    |  | SEGURO | SEGURO | SEGURO | SEGURO | ELIM   |        |        |        |        |        |  |        |  |        |        |        |           |  |  |  |  |  |  |  |  |  |  |  |
|  | Laurel     |  | GANA   | SEGURA | GANA   | ELIM   |        |        |        |        |        |        |  |        |  |        |        |        |           |  |  |  |  |  |  |  |  |  |  |  |
|  | Wes        |  | GANA   | SEGURO | ELIM   |        |        |        |        |        |        |        |  |        |  |        |        |        |           |  |  |  |  |  |  |  |  |  |  |  |
|  | Big T      |  | SEGURA | ELIM   |        |        |        |        |        |        |        |        |  |        |  |        |        |        |           |  |  |  |  |  |  |  |  |  |  |  |
|  | Faith      |  | SEGURA | ABAN   |        |        |        |        |        |        |        |        |  |        |  |        |        |        |           |  |  |  |  |  |  |  |  |  |  |  |
|  | Zahida     |  | SEGURA | ABAN   |        |        |        |        |        |        |        |        |  |        |  |        |        |        |           |  |  |  |  |  |  |  |  |  |  |  |
|  | Sean       |  | ELIM   |        |        |        |        |        |        |        |        |        |  |        |  |        |        |        |           |  |  |  |  |  |  |  |  |  |  |  |

Equipos
     El participante es del Equipo USA.
     El participante es del Equipo UK.
     El participante llegó como Refuerzo.
Leyenda
     El participante ganó el desafío final.
     El participante perdió el desafío final.
     El participante terminó en los últimos 4, luego de ser eliminado en una Purga en la mitad de la final.
     El equipo del participante ganó el desafío diario, estuvo en el Tribunal y estuvo a salvo de ser eliminado.
     El participante no compitió en el desafío diario, y no fueron elegidos para ir al campo de pruebas.
     El participante no fue elegido para ir al campo de pruebas.
     El participante fue elegido para competir en el campo de pruebas y ganó.
     El participante fue elegido para competir en el campo de pruebas, perdió y fue eliminado.
     El participante fue eliminado en una purga.
     El participante fue descalificado de la competencia debido a un comportamiento violento.
     El participante abandonó la competencia de manera voluntaria.

## Proceso de votación
| Elección de los Perdedores | Sean 14 de 16 votos | Big T 14 de 14 votos | Bear 8 de 13 votos | Ninja 8 de 14 votos | Theo 7 de 13 votos   | Nicole 7 de 13 votos | Bear 6 de 12 votos | Esther se ofreció    | Kyle 7 de 11 votos | Idris 7 de 9 votos | Tori 6 de 11 votos   | Theo 4 de 8 votos   | Tori 5 de 8 votos  | Jordan 3 de 5 votos | Nany 5 de 8 votos   |          |  |  |
| Elección del Tribunal      | Idris 2 de 3 votos  | Georgia 3 de 3 votos | Wes 2 de 3 votos   | Laurel 2 de 3 votos | Bananas 2 de 3 votos | Jenny 2 de 3 votos   | Joss 3 de 3 votos  | Georgia 3 de 3 votos | Theo 3 de 3 votos  | Theo 2 de 3 votos  | Georgia 2 de 3 votos | Jordan 2 de 3 votos | Jenny 2 de 3 votos | Josh 2 de 3 votos   | Ashley 2 de 3 votos |          |  |  |
| Jugador                    | Episodio            | Episodio             | Episodio           | Episodio            | Episodio             | Episodio             | Episodio           | Episodio             | Episodio           | Episodio           | Episodio             | Episodio            | Episodio           | Episodio            | Episodio            | Episodio |  |  |
| Jugador                    | 1                   | 2                    | 3                  | 4                   | 5                    | 6                    | 7                  | 8                    | 8                  | 9                  | 10                   | 11                  | 12                 | 13                  | 14                  |          |  |  |
| CT                         | Sean                | Big T                | Bear               |                     | Theo                 | Nicole               | Bear               | N/A                  | Kyle               | Idris              |                      | Theo                | Tori               | Jordan              | Ninja               |          |  |  |
| Dee                        | Sean                | Big T                | Bear               | Laurel              | Theo                 | Nicole               | Bear               | N/A                  | Kyle               | Idris              |                      | Theo                | Tori               | Jordan              |                     |          |  |  |
| Jordan                     | Idris               |                      |                    | Ninja               | Rogan                |                      |                    |                      |                    |                    | Ninja                |                     | N/A                | N/A                 |                     |          |  |  |
| Rogan                      | Sean                | Big T                | Bear               |                     | Theo                 | Nicole               | Bear               | N/A                  | Kyle               | Idris              |                      | Theo                | Tori               | Jordan              | Ashley              |          |  |  |
| Cara Maria                 |                     |                      |                    | Laurel              | Bananas              |                      |                    | Georgia              | Theo               |                    | Tori                 | Jordan              |                    |                     | Nany                |          |  |  |
| Ninja                      |                     |                      |                    | Laurel              |                      | Jenny                |                    |                      |                    | Theo               | Tori                 |                     |                    | Josh                | Nany                |          |  |  |
| Paulie                     |                     | Georgia              |                    | Laurel              | Bananas              |                      |                    | Georgia              | Theo               |                    | Tori                 | Jordan              |                    |                     | Nany                |          |  |  |
| Zach                       |                     |                      | Theo               | Ninja               |                      |                      | Joss               |                      |                    |                    | Ninja                | Joss                |                    | Paulie              | Ninja               |          |  |  |
| Ashley                     |                     | Georgia              |                    | Ninja               |                      |                      |                    | Georgia              | Theo               |                    | Tori                 |                     |                    | Josh                | Nany                |          |  |  |
| Kam                        |                     | Georgia              |                    | Laurel              |                      |                      |                    |                      |                    |                    | Tori                 |                     | Jenny              |                     | Nany                |          |  |  |
| Leroy                      |                     |                      |                    | Ninja               |                      | Jenny                |                    |                      |                    | Theo               | Tori                 |                     | Jenny              |                     | Ninja               |          |  |  |
| Tori                       |                     |                      |                    | Ninja               |                      |                      | Joss               |                      |                    |                    | Ninja                | N/A                 | N/A                | N/A                 | Ashley              |          |  |  |
| Nany                       |                     |                      |                    | Ninja               |                      | Esther               |                    |                      |                    |                    | Ninja                |                     | Kayleigh           |                     | Ninja               |          |  |  |
| Josh                       |                     |                      | Wes                | Ashley              |                      |                      |                    |                      |                    | Joss               | Ninja                |                     |                    |                     |                     |          |  |  |
| Joss                       |                     | Big T                | Bear               |                     | Theo                 | Nicole               | Bear               | N/A                  | Kyle               | Idris              | Georgia              | Joss                | Tori               |                     |                     |          |  |  |
| Kayleigh                   | Sean                | Big T                | Bear               |                     | Theo                 | Nicole               | Bear               | N/A                  | Kyle               | N/A                | Georgia              | Theo                | Tori               |                     |                     |          |  |  |
| Jenny                      | Sean                | Big T                | N/A                |                     | N/A                  | Esther               | Rogan              | N/A                  | Idris              | Idris              | Ashley               | N/A                 | N/A                |                     |                     |          |  |  |
| Theo                       | Sean                | Big T                | Rogan              |                     | Rogan                | Esther               | Rogan              | N/A                  | Idris              | Idris              |                      | N/A                 |                    |                     |                     |          |  |  |
| Georgia                    | Sean                | Big T                | Idris              | Cara Maria          | N/A                  | Esther               | Rogan              | N/A                  | Idris              | Idris              |                      |                     |                    |                     |                     |          |  |  |
| Turbo                      |                     |                      |                    | Ashley              |                      |                      | Joss               |                      |                    |                    |                      |                     |                    |                     |                     |          |  |  |
| Idris                      | Sean                | Big T                | Bear               | Laurel              | Theo                 | Nicole               | Bear               | N/A                  | Kyle               |                    |                      |                     |                    |                     |                     |          |  |  |
| Kyle                       | Sean                | Big T                | Bear               |                     | N/A                  | Esther               | Rogan              | N/A                  | Idris              |                    |                      |                     |                    |                     |                     |          |  |  |
| Esther                     | Sean                | Big T                | Bear               |                     | Theo                 | Nicole               | Kyle               | Esther               | Kyle               |                    |                      |                     |                    |                     |                     |          |  |  |
| Bear                       | Sean                | Big T                | Idris              |                     | N/A                  | -                    | Rogan              |                      |                    |                    |                      |                     |                    |                     |                     |          |  |  |
| Nicole                     | Sean                | Big T                | Idris              |                     | N/A                  | Esther               |                    |                      |                    |                    |                      |                     |                    |                     |                     |          |  |  |
| Bananas                    |                     |                      |                    | Ninja               |                      |                      |                    |                      |                    |                    |                      |                     |                    |                     |                     |          |  |  |
| Laurel                     | Idris               |                      | Wes                | Ninja               |                      |                      |                    |                      |                    |                    |                      |                     |                    |                     |                     |          |  |  |
| Wes                        | Bear                |                      |                    |                     |                      |                      |                    |                      |                    |                    |                      |                     |                    |                     |                     |          |  |  |
| Big T                      | Sean                | Big T                |                    |                     |                      |                      |                    |                      |                    |                    |                      |                     |                    |                     |                     |          |  |  |
| Faith                      |                     |                      |                    |                     |                      |                      |                    |                      |                    |                    |                      |                     |                    |                     |                     |          |  |  |
| Zahida                     | Sean                |                      |                    |                     |                      |                      |                    |                      |                    |                    |                      |                     |                    |                     |                     |          |  |  |
| Sean                       | N/A                 |                      |                    |                     |                      |                      |                    |                      |                    |                    |                      |                     |                    |                     |                     |          |  |  |

Negrita indica que el concursante formaba parte del tribunal.

## Equipos
|  | CT              |  | Ashley & Zach       |
|  | Dee & Rogan     |  | Cara Maria & Paulie |
|  | Jordan & Tori   |  | Josh & Nany         |
|  | Joss & Kayleigh |  | Leroy & Kam         |

|  | Rogan & Tori |  | Kam & Paulie |
|  | CT & Dee     |  | Leroy & Nany |
|  | Rogan & Tori |  | Ninja & Zach |

## Episodios
| N.º (total) | N.º (temp.) | Título                                       | Estreno Original         | Audiencia en Estados Unidos (en millones) |
| ----------- | ----------- | -------------------------------------------- | ------------------------ | ----------------------------------------- |
| 439         | 1           | «¡Vienen los británicos!»                    | 28 de agosto de 2019     | 0.89                                      |
| 440         | 2           | «Dios salve a la reina»                      | 4 de septiembre de 2019  | 0.69                                      |
| 441         | 3           | «Unisdos, estamos de pie, divididos, caemos» | 8 de septiembre de 2019  | 0.75                                      |
| 443         | 4           | «Benedict Laurel»                            | 18 de septiembre de 2019 | N/D                                       |
| 443         | 5           | «En Paulie confiamos»                        | 25 de septiembre de 2019 | 0.60                                      |
| 444         | 6           | «Una nación bajo Leeroy»                     | 2 de octubre de 2019     | 0.84                                      |
| 445         | 7           | «Zaro Dark Turbo»                            | 9 de octubre de 2019     | 0.79                                      |
| 446         | 8           | «Salvar al soldado Esther»                   | 16 de noviembre de 2019  | 0.65                                      |
| 447         | 9           | «The Royal Rumble»                           | 23 de octubre de 2019    | 0.73                                      |
| 448         | 10          | «Guerra Infinita»                            | 30 de octubre de 2019    | 0.65                                      |
| 449         | 11          | «En la guerra y en el amor todo se vale»     | 6 de noviembre de 2019   | 0.67                                      |
| 450         | 12          | «El honorable derecho Rogan»                 | 13 de noviembre de 2019  | 0.57                                      |
| 451         | 13          | «Dee-Dia»                                    | 20 de noviembre de 2019  | 0.70                                      |
| 452         | 14          | «Declaración de independencia»               | 27 de noviembre de 2019  | 0.80                                      |
| 453         | 15          | «Un cuento de dos países»                    | 4 de diciembre de 2019   | 0.82                                      |
| 454         | 16          | «Dame la libertad o dame efectivo»           | 11 de diciembre de 2019  | 0.83                                      |

### Reunión Especial
El especial de reunión de dos partes se transmitió el 18 de diciembre de 2019 y fue presentado por Justina Valentine y el campeón de la NBA Nick Young. Miembros del elenco asistieron a Londres, Inglaterra. La primera parte recibió 0,64 millones de espectadores junto con una calificación demo de 0,4 18–49, mientras que la segunda parte cayó a 0,54 millones y una calificación demo de 0,3.

## Después de Filmar

### Temporadas posteriores
| Miembro del elenco       | Temporadas siguientes                                                                    | Temporadas ganadas | Total de dinero ganado |
| ------------------------ | ---------------------------------------------------------------------------------------- | ------------------ | ---------------------- |
| Esther Falana            | –                                                                                        | Ninguna            | $0                     |
| Idris Virgo              | –                                                                                        | Ninguna            | $0                     |
| Jenny West               | Demencia Total                                                                           | Demencia Total     | $500,000               |
| Nicole Bass              | –                                                                                        | Ninguna            | $0                     |
| Sean Lineker             | –                                                                                        | Ninguna            | $0                     |
| Tula "Big T" Fazarkerley | Demencia Total, Agentes Dobles, Espías, Mentiras y Aliados, Batalla por un Nuevo Campeón | Ninguna            | $0                     |

Negrita indica que el participante llegó a la final esa temporada.